# Christian Zarifian
Pour les articles homonymes, voir Zarifian.
Christian Zarifian, né à Grenoble le 24 septembre 1942 et mort à Montivilliers le 10 avril 2010, est un réalisateur de cinéma français. Il a tourné une trentaine de films, dont neuf longs ou moyens métrages.

## Biographie
Après une enfance et une jeunesse nomades (Grenoble, Fontainebleau, Paris, le Brésil, la Suisse, le Brésil de nouveau, de nouveau Paris), il s'installe au Havre en 1968. Il fait ses débuts comme assistant à São Paulo puis à Paris, où il réalise ses premiers essais de réalisateur en utilisant le super 8. Mais c'est au Havre qu'il va tourner la quasi-totalité de ses films.
De 1968 à 1983, il anime l'unité cinéma de la Maison de la Culture, qu'il a fondée avec Vincent Pinel. Jusqu'en 1986, il dirige un centre de production régional, Normandie Films Production. En 1987 enfin, il crée avec des professionnels du Havre et de la région l'association de production Les Films Seine Océan, qu'il dirige depuis lors.
En 1999, parallèlement à son travail de cinéaste, il ouvre et anime Le Studio, une salle Art et Essai.
Il a un frère, Philippe Zarifian qui participa aux Cahiers du cinéma de 1972 à 1974 sous le pseudonyme de Philippe Pakradouni. Syndicaliste et maoïste engagé, ses contributions ont éloigné la revue du cinéma, la rendant plus austère, s'engageant sur la politique révolutionnaire culturelle. Le lectorat étant clivé, il déserte la revue qui frôla la faillite,.

### Principales caractéristiques de son œuvre
Christian Zarifian, envoyé pour un stage au Havre à 26 ans, ne quittera plus cette ville. Il s'y enracine, devenant de fait le cinéaste d'un lieu, un cinéaste « local ». Le Havre n'est pas, sauf exception, le sujet de ses films, mais sa filmographie est marquée par la ville, celle-ci en est fréquemment le décor.
Ses films peuvent être classés en quatre périodes. Il y a d’abord, portés par l’esprit de 1968, les films collectifs, qui prennent au pied de la lettre l’exigence d’une ouverture de l’art à tous. Ils sont écrits et tournés avec des groupes de gens (des jeunes la plupart du temps), dans différents quartiers et dans des milieux variés. Les plus marquants de cette période ont pour titres On voit bien qu’c’est pas toi, À suivre, Moi j’dis qu’c’est bien et Vues d’ici.
Puis, pendant les années 1980, naissent des films plus personnels ou plus nettement documentaires comme La Barrière blanche et Le Havre-Visiteurs, dans lesquels les thèmes de l’origine et de l’identité prennent une place centrale. Cette période s’achève par la réalisation  de Table rase, long métrage documentaire sur la destruction du Havre en 1944 par l’aviation anglaise.
Les années 1990 sont centrées autour d’une préoccupation nouvelle : l’art. Plus précisément la musique, avec Les Romantiques, histoire d’un jeune groupe de jazz lancé avec ardeur dans sa passion. Puis le théâtre avec Le Misanthrope, qui emprunte le texte de Molière et le transpose de nos jours.
Enfin, dans les années 2000, des documentaires divers, notamment sur un atelier de danse africaine, Allers / Retours ou sur le chômage, Heure par heure, ainsi qu’un retour au théâtre avec Marat mort, documentaire long métrage qui suit le montage d’une pièce sur la Révolution française.
La diffusion de ces films est aussi atypique et variée que les films eux-mêmes. Elle va de sélections dans des festivals connus (On voit bien qu’c’est pas toi à la Semaine de la critique lors du Festival de Cannes), jusqu’à des sorties en salle Paris-France (Les Romantiques) ou des passages télé (Table rase sur Arte, coproducteur du film) jusqu’à des sorties totalement confidentielles au Havre et dans la région.

### Les films dans la presse
À propos de On voit bien qu’c’est pas toi, Louis Marcorelles écrit dans Le Monde : « Travail, famille, loisirs, le film trace un portrait sans fard d'une jeunesse vue de l'intérieur, peu conforme aux schémas de tous bords. La Semaine de la Critique s'honore de présenter de telles expériences qu'on voudrait multiplier par cent à travers la France ».
Concernant Moi j’dis qu’c’est bien, Cahiers du cinéma soulignent que « Travail collectif dans l'élaboration du scénario, dans la mise en place des conditions de tournage, dans le travail de montage : tout ceci fait partie d'une conception du cinéma qui nous est proche, et qu'il nous semble important de soutenir ».
Vues d’ici est « composé de petites touches » pour Télérama selon qui « sur le visage d'Annie (jouée par la remarquable Cécile Frébourg) on lit tout ce qu'elle ne sait ou ne peut exprimer. On n'oublie pas ce long gros plan où seule, assise à la table de la cuisine, elle va peu à peu commencer à pleurer ».
Alain Bergala, dans les Cahiers du cinéma écrit «Les Romantiques est un film inattendu, un peu météorite, (…). Mais qui nous parle avec douceur, à l'oreille, sans élever la voix et de la façon la plus juste, de la situation qui est la nôtre aujourd'hui ».
Table rase est un travail de mémoire. Le journal Libération rappelle que « Il ne s'agissait pas d'une bavure : en 1944, l'aviation britannique rasait Le Havre pour hâter la reddition des Allemands. Restent des documents édifiants choisis par Christian Zarifian : Table rase ». Même tonalité pour l’International Herald Tribune selon lequel « Le Havre est une tragédie de la deuxième guerre mondiale que le monde a oubliée ; mais un film français et un écrivain de théâtre viennent nous la remettre en mémoire ».

## Filmographie
- 1969 : On voit bien qu’c’est pas toi  (50 min)
- 1970 : À suivre (50 min)
- 1973 : Moi j’dis qu’c’est bien (1 h 15)
- 1978 : Vues d’ici  (coréalisé avec Vincent Pinel, 1 h 12)
- 1982 : La Barrière blanche (1 h 10)
- 1988 : Table rase (1 h 20)
- 1994 : Les Romantiques
- 1997 : Le Misanthrope (1 h 20)
- 2005 : Marat mort (1 h 10)